# The Hanging Tree
The Hanging Tree ist ein Lied aus dem Soundtrack des Films Die Tribute von Panem – Mockingjay Teil 1, das von der Hauptdarstellerin Jennifer Lawrence gesungen wird.

## Hintergrund

### Bedeutung in der Buchreihe
Den Ursprung hat das Lied in der Romanreihe Die Tribute von Panem von Suzanne Collins. Im dritten Band Flammender Zorn erinnert sich die Romanheldin Katniss Everdeen an ein Lied ihres verstorbenen Vaters vom Henkersbaum, dem Hanging Tree. Die Autorin hat selbst die Verse des Liedes verfasst und macht es zum Symbol des Aufstands, indem sie die Rebellin über seinen Inhalt nachdenken und ihn auf ihre Situation beziehen lässt.

“Are you, are you coming to the tree

Where I told you to run so we’d both be free.

Strange things did happen here, no stranger would it be

If we met at midnight in the hanging tree.”

„Kommst du, kommst du zu dem Baum,

Wohin ich dir riet zu fliehen und uns zu befreien?

Seltsames trug sich hier zu, nicht seltsamer wäre es,

Träfen wir uns um Mitternacht im Henkersbaum.“

Katniss und auch ihr Geliebter Peeta hatten das Lied in ihrer Kindheit gehört, es war ihnen aber wegen seiner aufrührerischen Inhalte die längste Zeit untersagt worden, es zu singen. Nach ihrer ersten Erinnerung kommt es später noch einmal in einer Schlüsselszene vor.
Die Vorgeschichte des Liedes wird in dem Prequel-Roman Die Tribute von Panem X – Das Lied von Vogel und Schlange erzählt, in dem das Lied ebenfalls vorkommt.

### Filmversion
Für die Buchverfilmung schrieben Jeremiah Fraites und Wesley Schultz von den Lumineers eine Melodie dazu. Flammender Zorn wurde in zwei Teilen verfilmt und das Lied kommt im ersten Teil mit dem Filmtitel Die Tribute von Panem – Mockingjay Teil 1 vor. Es erscheint in einer Szene, die ähnlich wie im Buch beginnt, und geht dann in eine Untermalung eines im Film vorkommenden Propagandavideos über, wird aber darüber hinaus nicht in die Handlung einbezogen. Das in der Soundtrack-Version dreieinhalb Minuten lange Stück wird von der Darstellerin der Katniss Everdeen, Jennifer Lawrence, selbst im Stil eines Folksongs gesungen. Es beginnt mit A-cappella-Gesang, der von einsetzenden Streichern begleitet wird. Schließlich geht alles in Chorgesang über, bevor das Stück im abschließenden Drittel vom Orchester übernommen wird. Während im Original der Text von Collins übernommen wurde, wurde für die deutsche Synchronfassung ein von der Buchversion abweichender Text verwendet, den Lawrence’ Synchronsprecherin Maria Koschny singt.

„Seh’ ich dich heut’ Nacht am alten Pfad,

um frei zu sein, lauf weg, das war mein Rat.

Seltsames trug sich zu und seltsam wär’s wenn wir

uns seh’n, am Baum, wo er gehangen hat.“

Nach der Premiere des Films Mitte November 2014 wurde auch der Soundtrack des Filmkomponisten James Newton Howard veröffentlicht. Zusammen mit Sven Faulconer hat er das Lied The Hanging Tree produziert und mit Chor und Orchester arrangiert. In den Downloadshops wurde es sehr stark nachgefragt und erreichte Platz 14 der britischen Charts und in Deutschland und Österreich die Top 10. Während in den meisten Ländern das Lied in der zweiten Woche wieder zurückfiel, stieg es in den deutschsprachigen Ländern in die Top 5. Bereits im Dezember gab es auch einen Dance-Remix des Songs für die Radiostationen. Am 13. Januar 2015 wurde der Rebel Remix veröffentlicht, der in Deutschland so gut ankam, dass das Lied im zweiten Anlauf auch dort auf Platz eins aufstieg.
In Die Tribute von Panem – Mockingjay Teil 2 kommt das Lied erneut vor, aber nur als instrumentale Version.
Für Jennifer Lawrence war es der zweite Gesangsbeitrag zur Filmserie, nachdem sie im ersten Teil Die Tribute von Panem – The Hunger Games ein Stück mit dem Titel Rue’s Lullaby gesungen hatte.

### Chartplatzierungen
| ChartsChartplatzierungen       | Höchstplatzierung | Wochen |
| ------------------------------ | ----------------- | ------ |
| Deutschland (GfK)              | 1 (42 Wo.)        | 42     |
| Österreich (Ö3)                | 1 (27 Wo.)        | 27     |
| Schweiz (IFPI)                 | 4 (19 Wo.)        | 19     |
| Vereinigte Staaten (Billboard) | 12 (17 Wo.)       | 17     |
| Vereinigtes Königreich (OCC)   | 14 (4 Wo.)        | 4      |

| ChartsJahrescharts (2014) | Platzierung |
| ------------------------- | ----------- |
| Deutschland (GfK)         | 74          |

| ChartsJahrescharts (2015)      | Platzierung |
| ------------------------------ | ----------- |
| Deutschland (GfK)              | 29          |
| Österreich (Ö3)                | 22          |
| Vereinigte Staaten (Billboard) | 78          |

## Coverversionen
Das Pariser Duo Blankets kam im Mai 2015 mit einer Elektropop-Version des Lieds in die französischen Charts.
Die The-Voice-of-Germany-Gewinnerin Jamie-Lee Kriewitz veröffentlichte 2016 eine Version auf ihrem Debütalbum Berlin, nachdem sie es in der Castingshow bereits live in den „Blind Auditions“ gesungen hatte.
Im Januar 2020 erschien eine Neuinterpretation des Liedes mit dem Titel Midnight (The Hanging Tree) von dem deutschen Musikproduzenten Hosh zusammen mit dem italienischen Newcomer 1979 und der britischen Sängerin Jalja. Die Version konnte Platz 34 der britischen Single-Charts erreichen.

## Auszeichnungen für Musikverkäufe
Original von James Newton Howard feat. Jennifer Lawrence

| Land/Region                  | Auszeichnungen für Musikverkäufe (Land/Region, Auszeichnung, Verkäufe) | Verkäufe  |
| ---------------------------- | ---------------------------------------------------------------------- | --------- |
| Australien (ARIA)            | Gold                                                                   | 35.000    |
| Deutschland (BVMI)           | Platin                                                                 | 400.000   |
| Kanada (MC)                  | Platin                                                                 | 80.000    |
| Österreich (IFPI)            | Gold                                                                   | 15.000    |
| Vereinigte Staaten (RIAA)    | 2× Platin                                                              | 2.000.000 |
| Vereinigtes Königreich (BPI) | Silber                                                                 | 200.000   |
| Insgesamt                    | 1× Silber · 2× Gold · 4× Platin ·                                      | 2.730.000 |

Version von Hosh und 1979 feat. Jalja

| Land/Region                  | Auszeichnungen für Musikverkäufe (Land/Region, Auszeichnung, Verkäufe) | Verkäufe |
| ---------------------------- | ---------------------------------------------------------------------- | -------- |
| Vereinigtes Königreich (BPI) | Silber                                                                 | 200.000  |
| Insgesamt                    | 1× Silber ·                                                            | 200.000  |